# Elemir
Elemir (serbisk kyrilliska: Елемир, ungerska: Elemér, tyska: Elemer) är en ort i staden Zrenjanin i provinsen Vojvodina i norra Serbien. Orten ligger cirka 41 kilometer nordost om staden Novi Sad. Elemir hade 4 338 invånare vid folkräkningen år 2011.
Av invånarna i Elemir är 83,68 % serber, 6,06 % romer, 1,57 % ungrare och 0,41 % kroater (2011).